# 斯里兰卡天料木
斯里兰卡天料木（学名：Homalium ceylanicum）为大风子科天料木属下的一个变种。

## 扩展阅读
維基物種上的相關：斯里兰卡天料木